# Humsterdorfer Wettern

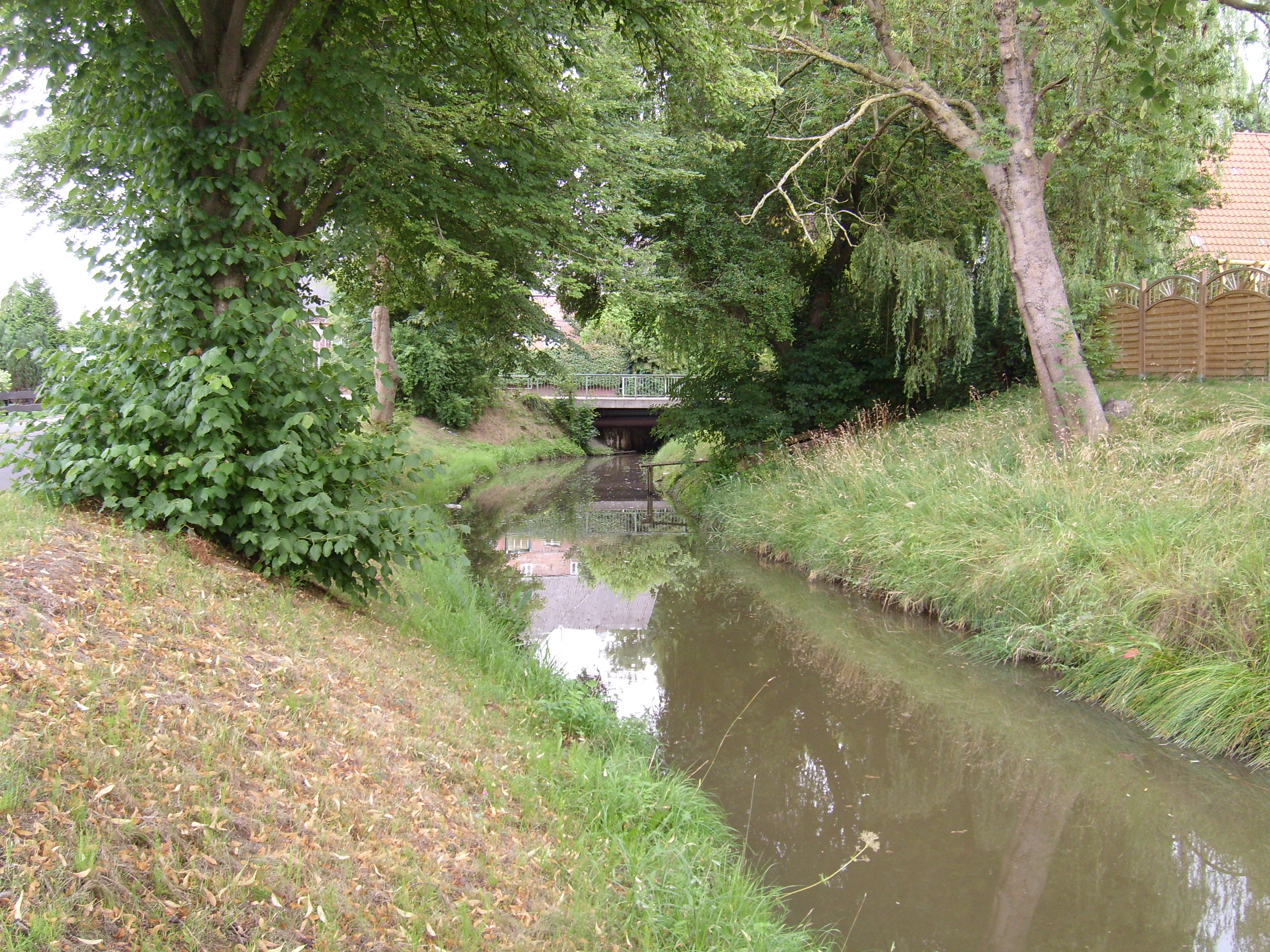
Die Humsterdorfer Wettern in Wewelsfleth

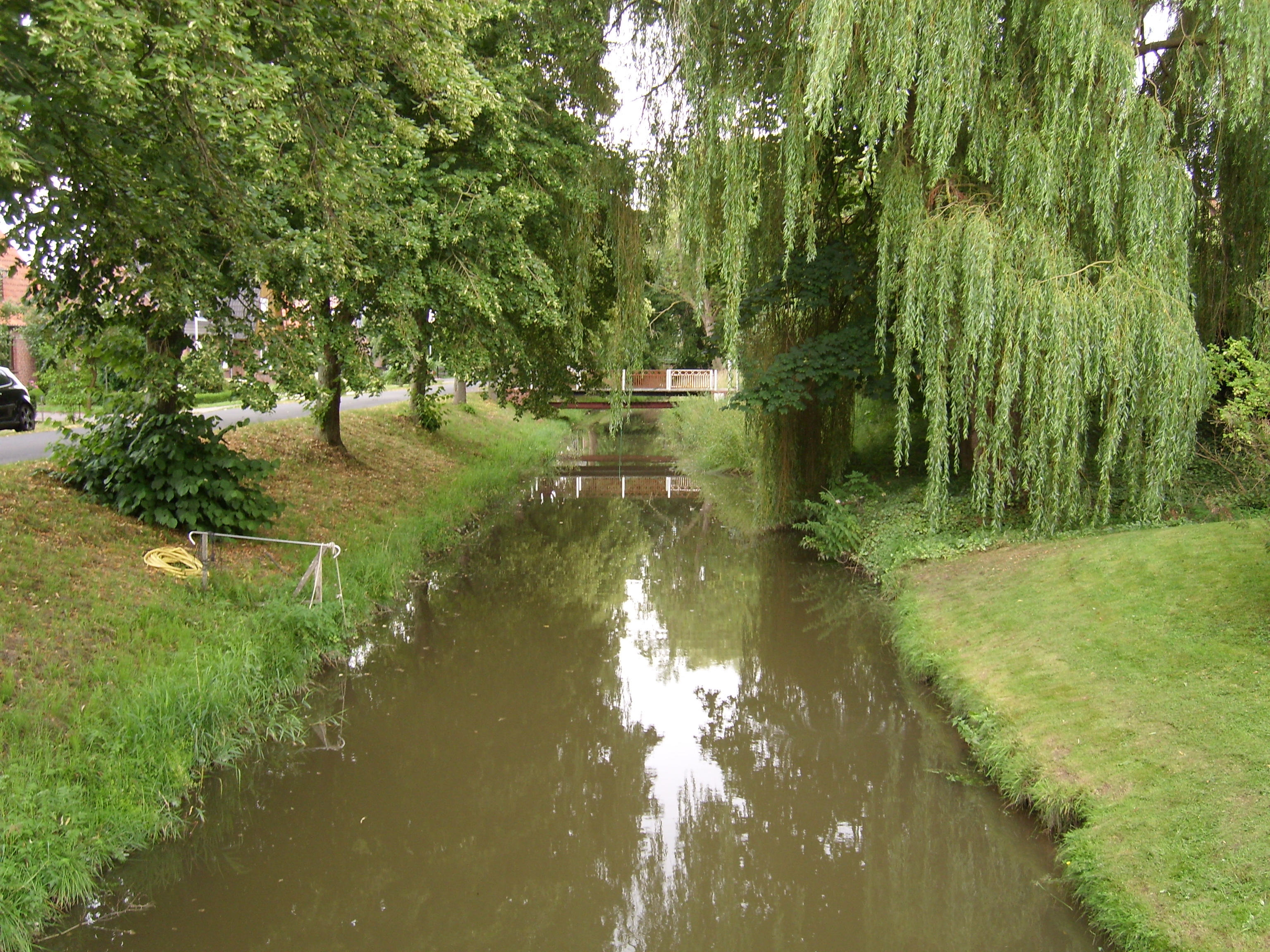

Die Humsterdorfer Wettern ist eine Wettern in der Wilstermarsch, die bei Wewelsfleth in die Stör mündet.

## Verlauf
Die Humsterdorfer Wettern beginnt im nördlichen Teil des Gemeindegebietes von Wewelsfleth. Ihr Oberlauf ist mit der Hollerwettern verbunden. Sie verläuft dann in südöstlicher Richtung entlang des Fielweges nach Wewelsfleth, unterquert die L 136 und verläuft nördlich der Straße An der Wettern weiter nach Südosten, bis sie nach Süden abbiegt und über ein Schöpfwerk in die letzte Störschlinge mündet.

## Namensherkunft
Die Wettern ist nach Humsterdorf benannt, dessen Namen wiederum auf das ehemalige Gewässer Hummelsfleth zurückgeht.